# 基本小行星物理特征
小行星普遍具有以下幾個物理参数，這些说明可能并不精确适用于所有的小行星。

## 直径
红外线天文卫星（IRAS）小行星勘测
和太空中途红外实验（MSX）小行星勘测是直径数据的最常见来源。
对于大多数小行星，通过光变曲线分析可以估测其极方向和直径比。由佩尔·马格努逊收集的1995年之前的估测可以在行星数据系统（PDS）中找到，其中最可靠的合成数据在数据表中用“Synth”标签标识。而最近的数十个小行星的测定保留在芬兰赫尔辛基的某研究小组网页中，那里系统的记录了从光变曲线得到的小行星模型。
这些数据可以得到一个更好的估测直径。物体的直径常常用三坐标椭圆体给出，按照降序排列分别设为a×b×c。如果令从光变曲线得到的直径比μ = a/b，ν = b/c，IRAS平均直径为d，设几何平均直径{\displaystyle d=(abc)^{\frac {1}{3}}\,\!}，则可以得到三个直径分别为：
{\displaystyle a=d\,(\mu ^{2}\nu )^{\frac {1}{3}}\,\!}
{\displaystyle b=d\,\left({\frac {\nu }{\mu }}\right)^{\frac {1}{3}}\,\!}
{\displaystyle c={\frac {d}{(\nu ^{2}\mu )^{\frac {1}{3}}}}\,\!}

## 质量
如果不是精确的质量测定，质量M可以从直径和（假定）密度ρ计算得到：
{\displaystyle M={\frac {\pi abc\rho }{6}}\,\!}
此类估计常常使用波浪符号"~"表示，意为估计。除此之外，质量还可以通过测量大型小行星互相之间的轨道摄动，或获取小行星伴星的轨道半径来得到。大型小行星如谷神星，智神星和灶神星的质量也可以从其对火星的摄动来求得。虽然这些摄动都很微弱，但可以通过地球和火星表面探测器（如海盗号）的雷达取得的数据精确测量。

## 密度
除了少数小行星的密度被研究过，大多数小行星的密度还是要靠理智的猜测。
多数小行星的密度ρ假设为 ~2 g/cm3。但是通过考察小行星的光谱类型可以更好的推断其密度。最近的论文假定C、S、M型的小行星密度分别为1.38, 2.71, and 5.32 g/cm3，其中"C"包括索伦分类C、D、P、T、B、G和F；S包括索伦分类S、K、Q、V、R、A和E。使用这些密度数值比当前假定的 ~2 g/cm3是更好的假设。

## 表面重力

### 球体
对于球体，表面重力加速度g可以通过以下式子得到： 
{\displaystyle g_{\rm {spherical}}={\frac {GM}{r^{2}}}\,\!}
其中G = 6.6742×10−11 m3s−2kg−1为引力常量，M为物体的质量，r为其半径。

### 不规则体
对于不规则形体，表面重力随着表面位置的不同而有差异，其计算也更加复杂，因此上述式子仅是一个大约值。一般说来，越靠近质量中心，表面重力g的值越大。

### 离心力
对于旋转体，其表面上的物体表观的重量需要减去离心力。在纬度为θ的位置，离心加速度通过下式计算：
{\displaystyle g_{\rm {centrifugal}}=-\left({\frac {2\pi }{T}}\right)^{2}r\sin \theta }
其中T为每秒钟转过的旋转周期，r为赤道半径，θ为纬度。离心力数值在赤道最大，此时sinθ=1。负号表示其与重力加速度g方向相反。
有效加速度为： 
{\displaystyle g_{\rm {effective}}=g_{\rm {gravitational}}+g_{\rm {centrifugal}}\ .}

### 近距离双小行星
如果所讨论的小行星有一个质量可观的近距离伴星，则其伴星的影响也不可忽略。

## 脫離速度
若球形对称体的表面重力为g，半径为r，则脫離速度为：
{\displaystyle v_{e}={\sqrt {2gr}}}

## 旋转周期
旋转周期往往取自PDS的光变曲线参数。

## 光谱类型
光谱类型往往取自PDS的索伦分类。

## 绝对星等
绝对星等往往由IRAS小行星勘测或MSX小行星勘测给出。

## 反照率
几何反照率往往由IRAS小行星勘测或MSX小行星勘测给出。如果数据不存在，一般使用粗略平均值0.1。

## 表面温度

### 平均温度
给出理智结果的最简单方法是假定小行星类似于在太阳辐射热平衡状态下的灰体。这意味着温度可以通过太阳辐射功率来得到。总入射功率为：
{\displaystyle R_{\mbox{in}}={\frac {(1-A)L_{0}\pi r^{2}}{4\pi a^{2}}},}
其中{\displaystyle A\,\!}为小行星的反照率（严谨的说，是邦德反照率），{\displaystyle a\,\!}为其半长轴，{\displaystyle L_{0}\,\!}为太阳光度（即太阳总输出功率3.827×1026 W），{\displaystyle r}为小行星半径。通常假设吸收率为{\displaystyle 1-A}、小行星是绕圆轨道运行的球状物、太阳输出功率是各向同性的。
利用灰体的斯蒂芬-玻尔兹曼定则，小行星球状表面辐射出的总功率为：
{\displaystyle R_{\mbox{out}}=4\pi r^{2}\epsilon \sigma T^{4}{\frac {}{}},}
其中{\displaystyle \sigma \,\!}为斯蒂芬-玻尔兹曼常数（数值为5.6704×10?8 W/m2K4）， {\displaystyle T}为以开尔文为单位的温度，{\displaystyle \epsilon \,\!}为小行星的红外发射率。令{\displaystyle R_{\mbox{in}}=R_{\mbox{out}}}，则有：
{\displaystyle T=\left({\frac {(1-A)L_{0}}{\epsilon \sigma 16\pi a^{2}}}\right)^{1/4}\,\!}
从对一些大型小行星的精确观测估计的{\displaystyle \epsilon }的标准数值为0.9。
该方法给出了一个对小行星表面平均温度相当好的估测。但是局部温度差异相当大，特别是对于没有大气的小行星。

### 最高温度
粗略估计最高温度可以假设太阳光直射的处于热平衡状态下的表面。此时“太阳正底下”的平均温度为：
{\displaystyle T_{ss}={\sqrt {2}}\,T\approx 1.41\,T,}
其中{\displaystyle T}为上一节计算的平均温度。
在近日点时，辐射达到最大值，此时：
{\displaystyle T_{ss}^{\rm {max}}={\sqrt {\frac {2}{1-e}}}\ T,}
其中{\displaystyle e\,\!}为轨道的偏心率。

### 温度测量和规则温度波动
红外观测经常和反照率一起来更直接地测定温度。例如L.F.Lim等的论文Icarus, Vo. 173, 385 (2005)用该方法测定了29颗小行星的温度。然而需要指出的是，这些是在“特定的观测时间”测定的温度；小行星表面的温度会随着其与太阳距离的变化而周期性地变化。从上述斯蒂芬-玻尔兹曼的计算：
{\displaystyle T={\rm {constant}}\times {\frac {1}{\sqrt {d}}},}
其中{\displaystyle d\,\!}为小行星在特定日期与太阳之间的距离。如果相关观测的日期已知，那么那天其与太阳之间的距离可以在线查到（如NASA轨道计算器）。在近日点和远日点的对应温度可以从上式计算得到。

### 反照率不精确的问题
当使用上述公式估测小行星的温度时存在一个障碍，即计算公式需要的反照率为邦德反照率A（所有方向上反射的入射功率之比），而IRAS和MSX反照率数据均为几何反照率p（仅为反射回光源的功率）。
这两种反照率是有关联的，两者数值之比取决于表面特性。对于大多数小行星都不会去测定邦德反照率，因为这需要在较大的位相角处测量，只有接近小行星带的航天器才能获得该数据。通过复杂的表面和热特性建模可以通过几何反照率来估算邦德反照率，但这远超出了本条目所讲述的范畴，在科学出版物中可以找到一些小行星的例子。
对于大多数小行星，最好的选择是假定这两种反照率是相等的，但务必记住这对最后的温度数值会有影响。典型的邦德反照率和几何反照率的差别在20%以下。由于温度随着(1-A)1/4变化，而典型的小行星的A与p约相差0.05~0.3，因此温度变化是相当微小的，约为2%，转换为最大温度的不确定度大约是±5 K。

## 其他常用数据
大部分小行星的一些其他数据可以在行星数据系统小天体节点里找到。数十个小行星极方向的最新信息由Mikko Kaasalainen博士提供，这些信息可以用于确定轴倾角。
另一个有用的信息来源是NASA的小行星轨道计算器。